# 2024年パリオリンピック
2024年パリオリンピック（2024ねんパリオリンピック）は、2024年7月26日から8月11日までの17日間、フランスの首都パリを中心として開催された夏季オリンピック競技大会。パリオリンピック、パリ五輪、パリ2024（Paris 2024）などと呼称される。
大会公式スローガンはGames wide open（フランス語: Jeux grands ouverts）とされ、競技大会のカーボンフットプリントを半減させるために二酸化炭素（CO2）の削減およびカーボンオフセットを推進して、大会に用いる全ての物品・サービスにサステナビリティを導入することを掲げた。
パリでの開催は、2017年9月にペルーのリマで開催された国際オリンピック委員会（IOC）の総会（第131回IOC総会）にて正式に承認された。パリでの開催は1924年以来100年ぶり3回目で、冬季オリンピックを含めればフランスでの開催は1992年アルベールビルオリンピック以来32年ぶり6回目となる。またヨーロッパで開催される夏季オリンピックは2012年ロンドンオリンピック以来12年ぶり19回目で、ヨーロッパ大陸で開催される夏季オリンピックは2004年アテネオリンピック以来20年ぶりとなる。オリンピックは本来4年間隔で開催されるが、世界的な新型コロナウイルス禍により2020年東京オリンピックは1年延期になったため、3年ぶりの開催となった。また、2020年東京オリンピックはほとんどの競技会場が無観客となったが、今大会は2016年リオデジャネイロオリンピック以来8年ぶりに全競技会場で有観客での開催となった。オリンピック大会組織委員会（OCOG）は2024年パリオリンピック・パラリンピック組織委員会（以下「大会組織委員会」「パリオリンピック組織委」と略称）。

## 開催地決定までの経緯
2022年冬季オリンピック招致での財政不安などで候補の撤退が相次いだ反省を踏まえ、多くの都市の立候補を促すため、「募集」「申請」「立候補」の3段階に分けた手順を定めた。開催に関心のある都市は、申請前にIOCと運営上の課題や計画を意見交換できる。開催都市には約15億ドルの支援金も準備する。既存施設の活用や分散開催などを認めた「五輪アジェンダ2020」が初めて本格的に適用される大会招致となった。
- 2015年9月15日：立候補の申請期限。
- 2017年
  - 1月：立候補都市による立候補ファイルの提出期限。立候補ファイルは、詳細な開催計画を記す文書である。
  - 2月 - 3月：IOCの評価委員会が、立候補した2都市を視察。
  - 6月9日：スイスのローザンヌで開かれたIOC理事会で、IOCは2028年大会の開催都市を2024年大会と同時に決定することを承認[4]。この時IOCは9月の総会までに両都市の協議により開催順の合意を得ることを希望しており、合意のなかった場合IOC委員による投票を行う予定だった[5]。
  - 6月：評価委員会が、各立候補都市の評価報告書を公開。
  - 7月31日：アメリカ合衆国のロサンゼルスが2024年大会の招致を断念するとの声明を発表。この声明により、パリが2024年大会の開催都市に内定し、ロサンゼルスが落選することが確定した[6]。
  - 9月13日：リマで開かれた第131回IOC総会で、2024年大会のパリ開催と2028年大会のロサンゼルス開催がそれぞれ全会一致で可決された。

## 参加国・地域
| 2024年パリオリンピックの参加国・地域（アルファベット順） |
| --- |
| - アフガニスタン - アルバニア - アルジェリア - アメリカ領サモア - アンドラ - アンゴラ - アンティグア・バーブーダ - アルゼンチン - アルメニア - アルバ - オーストラリア - オーストリア - アゼルバイジャン - バハマ - バーレーン - バングラデシュ - バルバドス - ベルギー - ベリーズ - ベナン - バミューダ - ブータン - ボリビア - ボスニア・ヘルツェゴビナ - ボツワナ - ブラジル - イギリス領ヴァージン諸島 - ブルネイ - ブルガリア - ブルキナファソ - ブルンジ - カンボジア - カメルーン - カナダ - カーボベルデ - ケイマン諸島 - 中央アフリカ - チャド - チリ - 中国 - チャイニーズタイペイ - コロンビア - コモロ - クック諸島 - コスタリカ - クロアチア - キューバ - キプロス - チェコ - コンゴ民主共和国 - デンマーク - ジブチ - ドミニカ国 - ドミニカ共和国 - 東ティモール - エクアドル - エジプト - エルサルバドル - 赤道ギニア - エリトリア - エストニア - エスワティニ - エチオピア - ミクロネシア連邦 - フィジー - フィンランド - フランス (開催国) - ガボン - ガンビア - ジョージア - ドイツ - ガーナ - イギリス - ギリシャ - グレナダ - グアム - グアテマラ - ギニア - ギニアビサウ - ガイアナ - ハイチ - ホンジュラス - 香港 - ハンガリー - アイスランド - インド - 個人の中立選手 - インドネシア - イラン - イラク - アイルランド - イスラエル - イタリア - コートジボワール - ジャマイカ - 日本 - ヨルダン - カザフスタン - ケニア - キリバス - コソボ - クウェート - キルギス - ラオス - ラトビア - レバノン - レソト - リベリア - リビア - リヒテンシュタイン - リトアニア - ルクセンブルク - マダガスカル - マラウイ - マレーシア - モルディブ - マリ - マルタ - マーシャル諸島 - モーリタニア - モーリシャス - メキシコ - モルドバ - モナコ - モンゴル - モンテネグロ - モロッコ - モザンビーク - ミャンマー - ナミビア - ナウル - ネパール - オランダ - ニュージーランド - ニカラグア - ニジェール - ナイジェリア - 北朝鮮 - 北マケドニア - ノルウェー - オマーン - パキスタン - パラオ - パレスチナ - パナマ - パプアニューギニア - パラグアイ - ペルー - フィリピン - ポーランド - ポルトガル - プエルトリコ - カタール - 難民 - コンゴ共和国 - ルーマニア - ルワンダ - セントクリストファー・ネイビス - セントルシア - セントビンセント・グレナディーン - サモア - サンマリノ - サントメ・プリンシペ - サウジアラビア - セネガル - セルビア - セーシェル - シエラレオネ - シンガポール - スロバキア - スロベニア - ソロモン諸島 - ソマリア - 南アフリカ - 韓国 - 南スーダン - スペイン - スリランカ - スーダン - スリナム - スウェーデン - スイス - シリア - タジキスタン - タンザニア - タイ - トーゴ - トンガ - トリニダード・トバゴ - チュニジア - トルコ - トルクメニスタン - ツバル - ウガンダ - ウクライナ - アラブ首長国連邦 - アメリカ合衆国 - ウルグアイ - ウズベキスタン - バヌアツ - ベネズエラ - ベトナム - アメリカ領ヴァージン諸島 - イエメン - ザンビア - ジンバブエ |

### ロシアとベラルーシの選手の参加
2022年ロシアのウクライナ侵攻を受け、IOCは、国際競技連盟に対してロシア連邦および侵攻に協力するベラルーシの選手について国際大会への参加を禁止するよう勧告した。2023年1月25日、IOCは声明を発表し、オリンピック憲章の下、選手は差別なく扱われる権利を有しておりロシアとベラルーシの選手の国際大会への参加は検討されるべきであるとした。そして、国を代表しない中立選手であることや侵攻を積極的に支持しない立場であるという条件のもとに参加が議論されるべきとした。2023年3月28日、IOCは、個人の中立選手に限り国際大会へ復帰させるよう国際競技連盟に対して勧告を出したが、パリオリンピックへの出場可否は決定を保留した。2023年12月8日、IOCは、ロシアとベラルーシの選手は「個人の中立選手」(英語: Individual Neutral Athletes, フランス語: Athlètes Individuels Neutres: AIN)としてパリオリンピックの出場資格があると発表した。個人の中立選手は、チームでの参加は認められず、侵攻を積極的に支持しないことや軍・安全保障機関と契約してないことなどの条件が求められ、また、開会式での入場行進は認められず、メダルを獲得した際の表彰式では新たに制作された専用の旗や賛歌が使用される。

## エンブレム

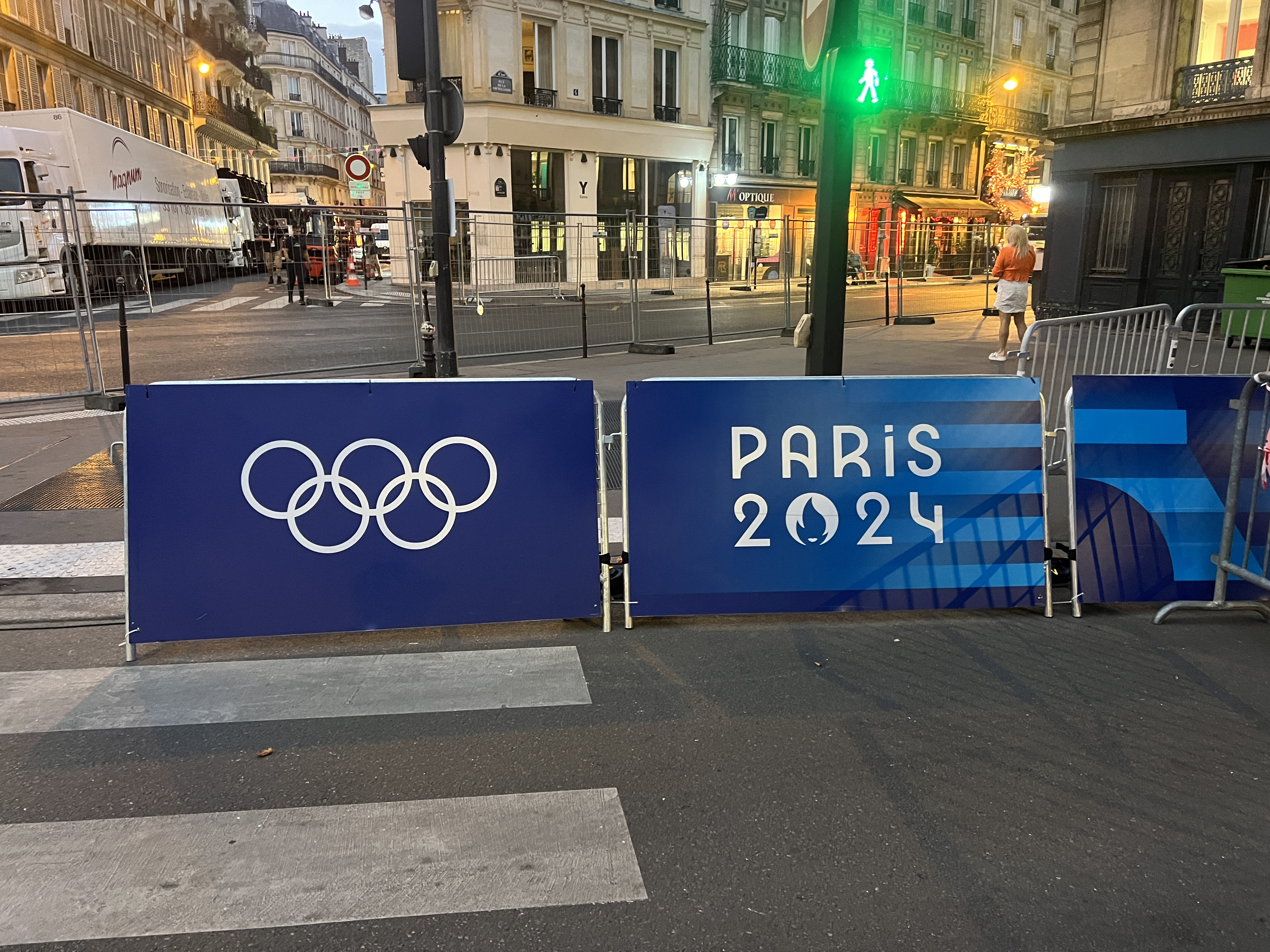
2024の数字0にエンブレム「マリアンヌ」が用いられている

大会エンブレムは2019年10月21日にグラン・レックスで発表され、五輪・パラリンピック同一エンブレムを採用。パリオリンピック組織委員会CEOのエチエンヌ・トボワは「社会の利益とすべての人々の利益」という大会ビジョンを基づいた 。エンブレムは、金メダル、オリンピック聖火、およびフランス革命とフランス国民の象徴であるマリアンヌの顔の3つの象徴的なシンボルを融合したものである。

## 公式マスコット
2024年パリオリンピックの公式マスコット・キャラクターとしてフリージュが作成された。フランス革命を象徴し、自由を表すフリジア帽がモチーフとされている。

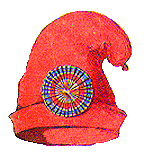
フリジア帽
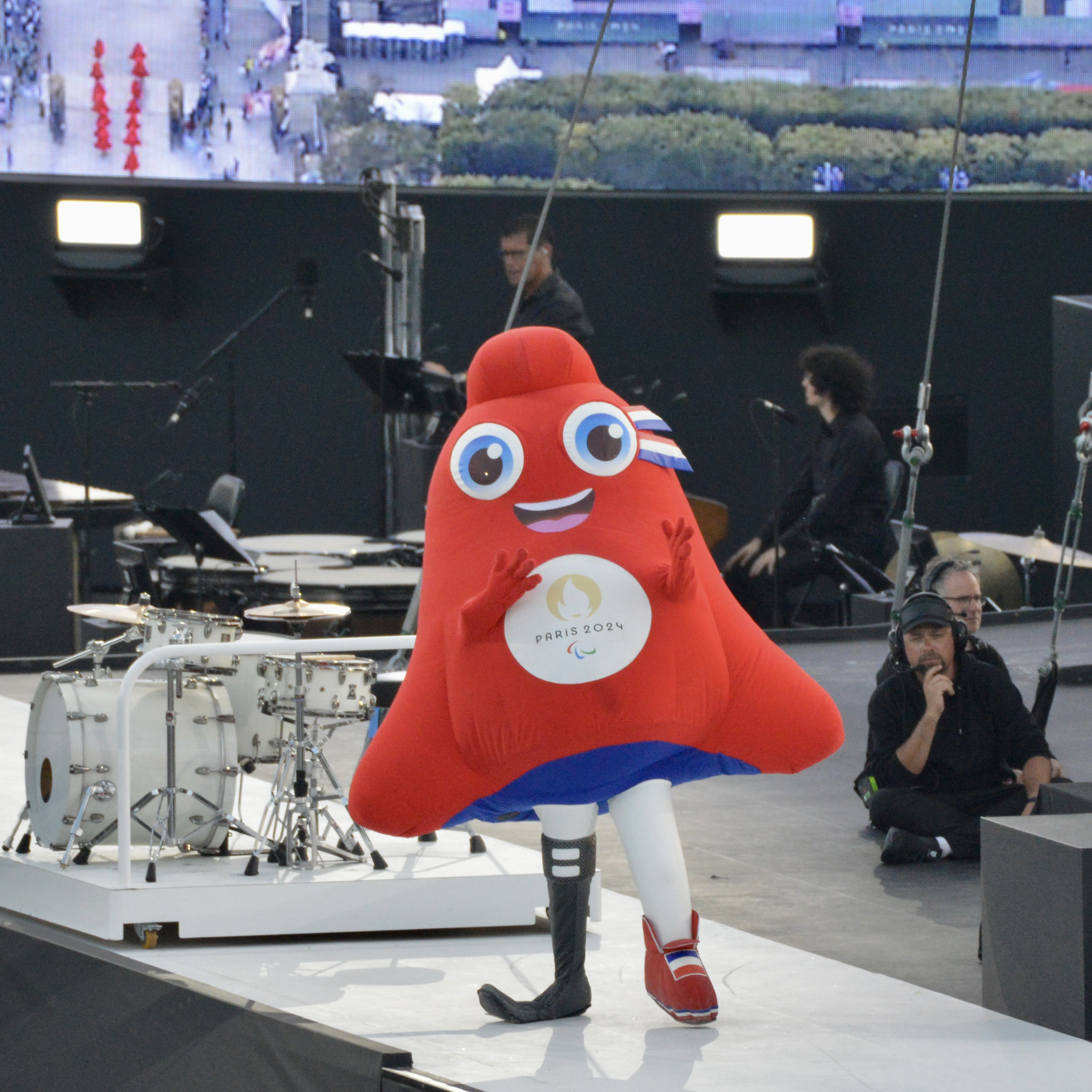
フリージュ

## 聖火リレー

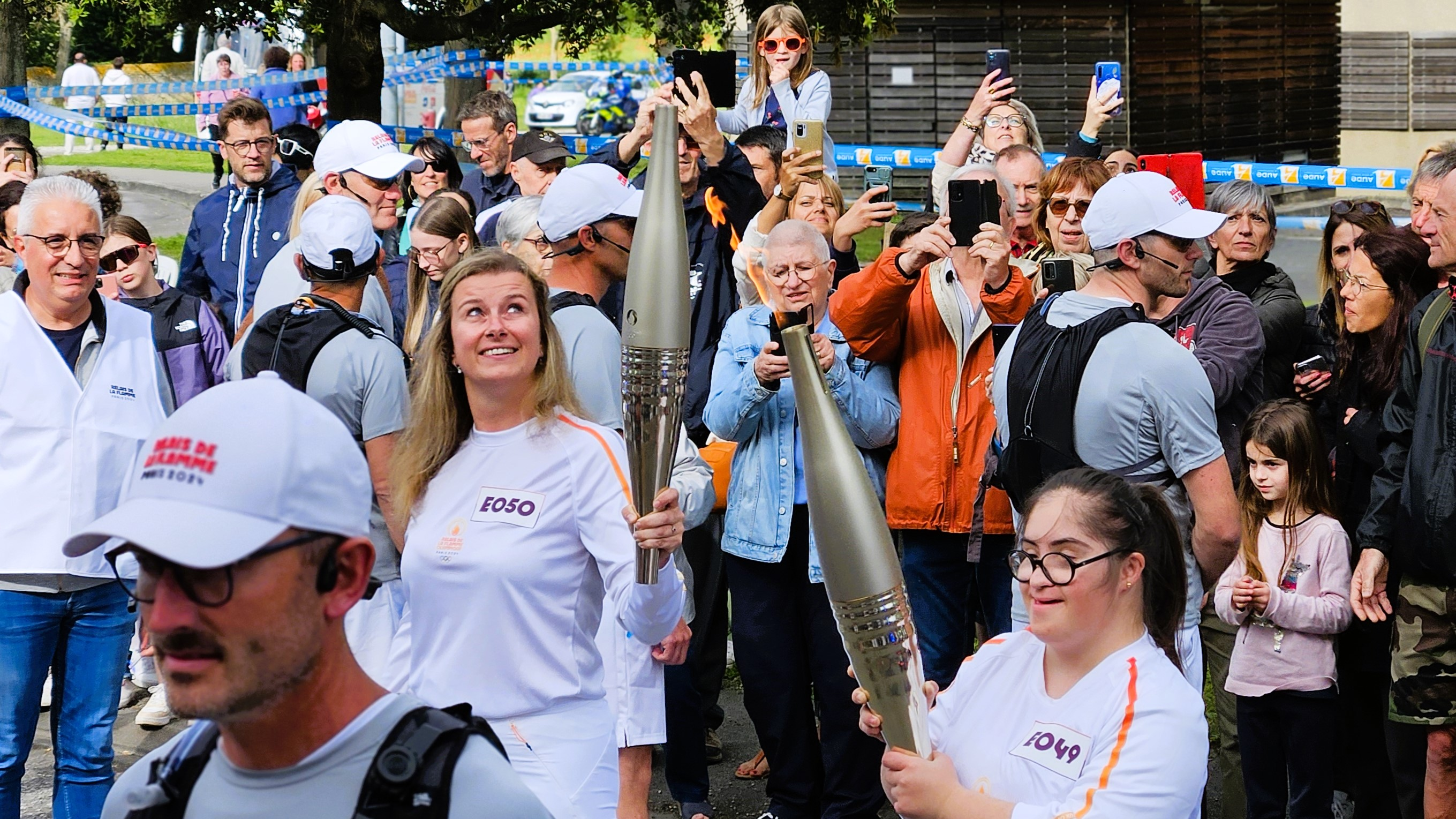
カルカソンヌにて聖火を引き渡す走者ら

オリンピックの聖火リレーは、開会式100日前にあたる4月16日にギリシャのオリンピアで採火式が行われた。第一走者はギリシャのローイング選手ステファノス・ントゥスコス、フランス人第一走者は競泳選手のロール・マナドゥが務めた。以降、1万人の走者の手でフランス65県（6つの海外領土を含む）400以上の市町村を回ることが予定された。5月18日には、ニューカレドニアにおける日程の一部が現地の暴動の影響で取りやめとなった。

## 開会式・閉会式
大会組織委員会は現地時間の2021年12月13日に、「2024年パリオリンピックの開会式については、パリ中心部を流れるセーヌ川で行われ、各国・地域の選手団は船で川を航行して入場行進することになる」との計画を発表した。
計画は、オステルリッツ橋からエッフェル塔近くのイエナ橋までの間を川下りして開会式パレードを行うものであり、これまでスタジアムを主会場として開会式を行ってきた夏季オリンピックの中に前例を見ない形となる。開会式はランドマークを活用して街そのものを競技場に見立てた、大会組織委のコンセプトが通底するものである。ただ、競技場で行う場合の約10倍にあたる60万人が一部無料を含む観戦が出来るメリットがある一方、安全確保が大きな課題となる。
なお、閉会式については当初トロカデロ広場で行われる計画であったが、警備上スタッド・ド・フランス（フランス競技場）に変更された。

## 実施競技

### イニシャル競技
2024年パリオリンピックでは2016年リオデジャネイロオリンピックと同じ28の競技がイニシャル競技 (initial sports) として実施されることが、開催地決定に先立ち2017年6月9日のIOC理事会で決定した。ドーピングが多発したことによりウエイトリフティングの除外が検討されたが、条件つき残留になった。のちに実施することになった。
その後、2017年末までにIOCはボクシングの国際競技連盟 (IF) である国際ボクシング協会 (AIBA)に財政、ガバナンス、倫理および審判の分野における問題があるとして監視を開始。2019年5月、IOCはAIBAのIFとしての承認を停止。2020年東京オリンピックのボクシング競技はAIBAの開催権利を剥奪するが、実施。AIBAはIBAに略称を改称。パリオリンピックでもIBAは開催権利は剥奪となったが、実施となった。
2020年12月、IOC会長の記者会見で種目構成が発表された。体操のフランス発祥であるパルクールは実施が検討されたが国際体操連盟とIOC理事会の長期にわたる話し合いの結果、「パルクールはスポーツではない」などの意見もあり実施されないこととなった。しかし、日刊スポーツによると大会中、パルクールのお披露目が行われる。
日本では「ボート」が「ローイング」に競技名変更となった。
| - 陸上競技（48）（詳細） - 水泳 - 飛込（8）（詳細） - アーティスティックスイミング（2） - 競泳（37）（詳細） - マラソンスイミング（2） - 水球（2）（詳細） - 体操（詳細） - 体操競技（14） - 新体操（2） - トランポリン（2） - ウエイトリフティング（10）（詳細） - バスケットボール（詳細） - バスケットボール（2） - 3x3（2） | - バレーボール（詳細） - バレーボール（2）（インドア） - ビーチバレーボール（2） - バドミントン（5）（詳細） - サッカー（2）（詳細） - ハンドボール（2）（詳細） - ホッケー（2）（詳細） - テニス（5）（詳細） - 卓球（5）（詳細） - ボクシング（13）（詳細） - フェンシング（12）（詳細） - 柔道（15）（詳細） - テコンドー（8）（詳細） - ローイング（14）（詳細） - カヌー（詳細） - スプリント（10） - スラローム（6） - セーリング（10）（詳細） | - 自転車競技（詳細） - ロード（4） - トラック（12） - マウンテンバイク（2） - BMX（4） - 馬術（詳細） - 総合馬術（2） - 馬場馬術（2） - 障害飛越（2） - 射撃（15）（詳細） - アーチェリー（5）（詳細） - 近代五種（2）（詳細） - トライアスロン（3）（詳細） - ゴルフ（2）（詳細） - ラグビー（詳細） - 7人制ラグビー（2） - レスリング（18）（詳細） |

### 追加種目
東京オリンピックから採用された開催都市が提案できる追加種目 (additional events) について、パリオリンピック組織委はスポーツクライミング、サーフィン、ローラースポーツのスケートボード、ダンススポーツのブレイキン（ブレイクダンス）を追加種目提案候補に挙げた。すべてエクストリームスポーツで多くはアーバンスポーツであった。
2019年6月25日、スポーツクライミング4種目、サーフィン2種目、スケートボード4種目、ブレイキン2種目の追加種目採用がIOCオリンピックプログラム委員会での議論、IOC理事会承認ののち、IOC総会でパリオリンピック組織委から提案され追加種目になることが挙手での採決で事実上、決定した。追加種目決定の締め切りは2021年だが、総会ではこれ以上の追加種目提案はないことも表明された。野球・ソフトボール、空手は、ここで除外が決定した。挙手の前のIOC委員による意見表明ではサラ・ウォーカー、渡辺守成、エレーナ・イシンバエワらが賛成の表明をした。日本アーバンスポーツ支援協議会とアーバンスポーツでありオリンピック非正式種目であるパルクールを実施している国際体操連盟の会長である渡辺守成は「2年前、東京五輪でこれらアーバンスポーツが実施されることが決定してから、とても保守的でアーバンスポーツが認められにくい状況にある日本でも多くの若者がアーバンスポーツをやるようになりました。日本ではわずか2年でアーバンスポーツはメジャースポーツになりました。これは奇跡だと思います。皆様の決断により日本の多くの若者がスポーツの世界に戻ってきています。特にアーバンスポーツで。親や祖父母たちが子供たちの活躍を祝福する状況になっています。パリでは、アーバンスポーツは偉大な成功をおさめることを強く信じています。」と述べた。
初採用のブレイキン以外の追加種目については、2020年東京オリンピックでの実施状況を検証し、2020年12月のIOC理事会で最終決定することとされていたが、東京オリンピックが新型コロナウイルス禍の影響で1年延期となったことにより実施状況を確認することなく、2020年12月のIOC理事会にて引き続きパリオリンピックでも実施されることが決定した。しかし、ブレイキンは2023年10月、IOC総会で次のロサンゼルスオリンピックに於ける実施競技から除外された。
- ダンススポーツ（2）
  -  ブレイキン（2）（詳細）
- ローラースポーツ（4）
  -  スケートボード（4）（詳細）
- スポーツクライミング（4）（詳細）
- サーフィン（2）（詳細）

## 開催日程
| OC | 開会式 | ● | 予選 | 1 | 決勝 | CC | 閉会式 |

| 2024年7月 / 8月      | 2024年7月 / 8月              | 24 (水) | 25 (木) | 26 (金) | 27 (土) | 28 (日) | 29 (月) | 30 (火) | 31 (水) | 1 (木) | 2 (金) | 3 (土) | 4 (日) | 5 (月) | 6 (火) | 7 (水) | 8 (木) | 9 (金) | 10 (土) | 11 (日) | 種目数 |
| -------------------- | ---------------------------- | ------- | ------- | ------- | ------- | ------- | ------- | ------- | ------- | ------ | ------ | ------ | ------ | ------ | ------ | ------ | ------ | ------ | ------- | ------- | ------ |
| 式典                 | 式典                         |         |         | OC      |         |         |         |         |         |        |        |        |        |        |        |        |        |        |         | CC      |        |
| 水泳                 | アーティスティックスイミング |         |         |         |         |         |         |         |         |        |        |        |        | ●      | ●      | 1      |        | ●      | 1       |         | 2      |
| 水泳                 | 飛込                         |         |         |         | 1       |         | 1       |         | 1       |        | 1      |        |        | ●      | 1      | ●      | 1      | 1      | 1       |         | 8      |
| 水泳                 | マラソンスイミング           |         |         |         |         |         |         |         |         |        |        |        |        |        |        |        | 1      | 1      |         |         | 2      |
| 水泳                 | 競泳                         |         |         |         | 4       | 3       | 5       | 3       | 5       | 4      | 3      | 4      | 4      |        |        |        |        |        |         |         | 35     |
| 水泳                 | 水球                         |         |         |         | ●       | ●       | ●       | ●       | ●       | ●      | ●      | ●      | ●      | ●      | ●      | ●      | ●      | ●      | 1       | 1       | 2      |
| アーチェリー         | アーチェリー                 |         | ●       |         |         | 1       | 1       | ●       | ●       | ●      | 1      | 1      | 1      |        |        |        |        |        |         |         | 5      |
| 陸上競技             | 陸上競技                     |         |         |         |         |         |         |         |         | 2      | 1      | 5      | 3      | 4      | 5      | 5      | 5      | 8      | 9       | 1       | 48     |
| バドミントン         | バドミントン                 |         |         |         | ●       | ●       | ●       | ●       | ●       | ●      | 1      | 1      | 1      | 2      |        |        |        |        |         |         | 5      |
| バスケットボール     | バスケットボール             |         |         |         | ●       | ●       | ●       | ●       | ●       | ●      | ●      | ●      | ●      |        | ●      | ●      | ●      | ●      | 1       | 1       | 2      |
| バスケットボール     | 3×3                          |         |         |         |         |         |         | ●       | ●       | ●      | ●      | ●      | ●      | 2      |        |        |        |        |         |         | 2      |
| ボクシング           | ボクシング                   |         |         |         | ●       | ●       | ●       | ●       | ●       | ●      | ●      | ●      | ●      |        | 1      | 2      | 2      | 4      | 4       |         | 13     |
| ダンススポーツ       | ブレイキン                   |         |         |         |         |         |         |         |         |        |        |        |        |        |        |        |        | 1      | 1       |         | 2      |
| カヌー               | スラローム                   |         |         |         | ●       | 1       | 1       | ●       | 1       | 1      | ●      | ●      | ●      | 2      |        |        |        |        |         |         | 6      |
| カヌー               | スプリント                   |         |         |         |         |         |         |         |         |        |        |        |        |        | ●      | ●      | 3      | 4      | 3       |         | 10     |
| 自転車競技           | ロード                       |         |         |         | 2       |         |         |         |         |        |        | 1      | 1      |        |        |        |        |        |         |         | 4      |
| 自転車競技           | トラック                     |         |         |         |         |         |         |         |         |        |        |        |        | 1      | 1      | 2      | 2      | 2      | 1       | 3       | 12     |
| 自転車競技           | BMX                          |         |         |         |         |         |         | ●       | 2       | ●      | 2      |        |        |        |        |        |        |        |         |         | 4      |
| 自転車競技           | マウンテンバイク             |         |         |         |         | 1       | 1       |         |         |        |        |        |        |        |        |        |        |        |         |         | 2      |
| 馬術                 | 馬術                         |         |         |         | ●       | ●       | 2       | ●       | ●       | ●      | 1      | 1      | 1      | ●      | 1      |        |        |        |         |         | 6      |
| フェンシング         | フェンシング                 |         |         |         | 2       | 2       | 2       | 1       | 1       | 1      | 1      | 1      | 1      |        |        |        |        |        |         |         | 12     |
| ホッケー             | ホッケー                     |         |         |         | ●       | ●       | ●       | ●       | ●       | ●      | ●      | ●      | ●      | ●      | ●      | ●      | 1      | 1      |         |         | 2      |
| サッカー             | サッカー                     | ●       | ●       |         | ●       | ●       |         | ●       | ●       |        | ●      | ●      |        | ●      | ●      |        | ●      | 1      | 1       |         | 2      |
| ゴルフ               | ゴルフ                       |         |         |         |         |         |         |         |         | ●      | ●      | ●      | 1      |        |        | ●      | ●      | ●      | 1       |         | 2      |
| 体操                 | 体操競技                     |         |         |         | ●       | ●       | 1       | 1       | 1       | 1      |        | 3      | 3      | 4      |        |        |        |        |         |         | 14     |
| 体操                 | 新体操                       |         |         |         |         |         |         |         |         |        |        |        |        |        |        |        | ●      | 1      | 1       |         | 2      |
| 体操                 | トランポリン                 |         |         |         |         |         |         |         |         |        | 2      |        |        |        |        |        |        |        |         |         | 2      |
| ハンドボール         | ハンドボール                 |         | ●       |         | ●       | ●       | ●       | ●       | ●       | ●      | ●      | ●      | ●      |        | ●      | ●      | ●      | ●      | 1       | 1       | 2      |
| 柔道                 | 柔道                         |         |         |         | 2       | 2       | 2       | 2       | 2       | 2      | 2      | 1      |        |        |        |        |        |        |         |         | 15     |
| 近代五種             | 近代五種                     |         |         |         |         |         |         |         |         |        |        |        |        |        |        |        | ●      | ●      | 1       | 1       | 2      |
| ローイング           | ローイング                   |         |         |         | ●       | ●       | ●       | ●       | 2       | 4      | 4      | 4      |        |        |        |        |        |        |         |         | 14     |
| ラグビー             | 7人制ラグビー                | ●       | ●       |         | 1       | ●       | ●       | 1       |         |        |        |        |        |        |        |        |        |        |         |         | 2      |
| セーリング           | セーリング                   |         |         |         |         | ●       | ●       | ●       | ●       | 2      | 2      | ●      | ●      | ●      | 2      | 2      | 2      |        |         |         | 10     |
| 射撃                 | 射撃                         |         |         |         | 1       | 2       | 2       | 2       | 1       | 1      | 1      | 2      | 1      | 2      |        |        |        |        |         |         | 15     |
| ローラースポーツ     | スケートボード               |         |         |         |         | 1       | 1       |         |         |        |        |        |        |        | 1      | 1      |        |        |         |         | 4      |
| スポーツクライミング | スポーツクライミング         |         |         |         |         |         |         |         |         |        |        |        |        | ●      | ●      | 1      | 1      | 1      | 1       |         | 4      |
| サーフィン           | サーフィン                   |         |         |         | ●       | ●       | ●       | ●       | 2       |        |        |        |        |        |        |        |        |        |         |         | 2      |
| 卓球                 | 卓球                         |         |         |         | ●       | ●       | ●       | 1       | ●       | ●      | ●      | 1      | 1      | ●      | ●      | ●      | ●      | 1      | 1       |         | 5      |
| テコンドー           | テコンドー                   |         |         |         |         |         |         |         |         |        |        |        |        |        |        | 2      | 2      | 2      | 2       |         | 8      |
| テニス               | テニス                       |         |         |         | ●       | ●       | ●       | ●       | ●       | ●      | 1      | 2      | 2      |        |        |        |        |        |         |         | 5      |
| トライアスロン       | トライアスロン               |         |         |         |         |         |         | 1       | 1       |        |        |        |        | 1      |        |        |        |        |         |         | 3      |
| バレーボール         | ビーチバレーボール           |         |         |         | ●       | ●       | ●       | ●       | ●       | ●      | ●      | ●      | ●      | ●      | ●      | ●      | ●      | 1      | 1       |         | 2      |
| バレーボール         | バレーボール                 |         |         |         | ●       | ●       | ●       | ●       | ●       | ●      | ●      | ●      | ●      | ●      | ●      | ●      | ●      | ●      | 1       | 1       | 2      |
| ウエイトリフティング | ウエイトリフティング         |         |         |         |         |         |         |         |         |        |        |        |        |        |        | 2      | 2      | 2      | 3       | 1       | 10     |
| レスリング           | レスリング                   |         |         |         |         |         |         |         |         |        |        |        |        | ●      | 3      | 3      | 3      | 3      | 3       | 3       | 18     |
| 決勝数               | 決勝数                       |         |         |         | 13      | 13      | 19      | 12      | 19      | 18     | 23     | 27     | 20     | 18     | 15     | 21     | 25     | 34     | 39      | 13      | 329    |
| 累計                 | 累計                         |         |         |         | 13      | 26      | 45      | 57      | 76      | 94     | 117    | 144    | 164    | 182    | 197    | 218    | 243    | 277    | 316     | 329     | 329    |
| 2024年7月 / 8月      | 2024年7月 / 8月              | 24 (水) | 25 (木) | 26 (金) | 27 (土) | 28 (日) | 29 (月) | 30 (火) | 31 (水) | 1 (木) | 2 (金) | 3 (土) | 4 (日) | 5 (月) | 6 (火) | 7 (水) | 8 (木) | 9 (金) | 10 (土) | 11 (日) | 種目数 |

## 競技会場
パリ2024招致委員会によると、大会は既存の競技施設を中心に開催する予定である。競技会場は1998 FIFAワールドカップ・決勝や世界陸上2003、ラグビーワールドカップ2007・2023決勝の舞台となったスタッド・ド・フランスのほか、ベルシー・アレナやスタッド・ローラン・ギャロスなどが使用される見込みだが、大会期間中はIOCの規定によりスタジアムの名称が変更される予定である。また、サーフィンはヨーロッパではなくフランスの海外領土であるパリから1万5000キロメートル以上も離れた南太平洋のフランス領ポリネシアの  フランス領ポリネシア・タヒチ島で開催された。マラソンはパリ市庁舎をスタートとし、オテル・デ・ザンヴァリッドをフィニッシュとする42.195kmのコース。
パリ・サントル
- エッフェル塔スタジアム（シャン・ド・マルス公園、12,860人収容）：バレーボール（ビーチ）
- シャン・ド・マルス・アリーナ（グラン・パレ・エフェメール、8,356人収容）：柔道、レスリング
- グラン・パレ（8,000人収容）：フェンシング、テコンドー
- アンヴァリッド（8,000人収容）：アーチェリー、陸上（マラソンフィニッシュ地点）、自転車（ロード個人タイムトライアルスタート地点）
- パリ市庁舎：陸上（マラソンスタート地点）
- アレクサンドル3世橋（1,000人収容）：自転車（ロード個人タイムトライアルフィニッシュ地点）、トライアスロン、水泳（マラソンスイミング）
- トロカデロ広場（3,349人収容）：自転車（ロード）、陸上（競歩）
- コンコルド広場：スケートボード、自転車（BMXフリースタイル）、バスケットボール（3x3）、ブレイキン

パリ・ウエスト
- スタッド・ローラン・ギャロス（コート・フィリップ・シャトリエは14,962人収容）：テニス、ボクシング
- パリ南アリーナ（ポルト・ド・ヴェルサイユ見本市会場）
  - アリーナ1（12,000人収容）：バレーボール
  - アリーナ4（6,650人収容）：卓球
  - アリーナ6（5,000人収容）：ウエイトリフティング、ハンドボール（予選ラウンド）

アリーナ
- ベルシー・アレナ（15,000人収容）：バスケットボール（決勝トーナメント）、体操（体操競技、トランポリン）
- ポルト・ド・ラ・シャペル・アリーナ（8,000人収容）：バドミントン、体操（新体操）
- パリ・ラ・デファンス・アレナ（17,000人収容）：水泳（水球決勝トーナメント、競泳）

セーヌ＝サン＝ドニ
- アクアティクス・センター（Centre Aquatique、5,000人収容：水泳（アーティスティックスイミング、飛込、水球グループリーグ）
- スタッド・ド・フランス（77,083人収容）：陸上（トラック、フィールド）、ラグビー
- ル・ブルジェスポーツクライミング会場（6,000人収容）：スポーツクライミング
- パリ北アリーナ（パリ・ノール・ヴィルパント見本市会場）：ボクシング（予選ラウンド）、近代五種（フェンシングランキングラウンド）

イル＝ド＝フランス（セーヌ＝サン＝ドニ外）
- エランクール・ヒル（15,000人収容）：自転車（マウンテンバイク）
- ル・ゴルフ・ナショナル（32,720人収容）：ゴルフ
- サン＝カンタン＝アン＝イヴリーヌ・ベロドローム（5,000人収容）：自転車（トラック）
  - サン＝カンタン＝アン＝イヴリーヌBMXスタジアム（3,000人収容）：自転車（BMXレーシング）

- ヴェルサイユ宮殿（40,000人収容）：馬術、近代五種
- ヴェール・シュル・マルヌ・ノーティカル・スタジアム（24,000人収容）：カヌー、ローイング
- スタッド・イヴ＝ドゥ＝マノワール（15,000人収容）：ホッケー

イル＝ド＝フランス外
- スタッド・ピエール＝モーロワ（リール、27,000人収容）：ハンドボール（決勝トーナメント）、バスケットボール（予選リーグ）
- フランス国立射撃場（シャトールー）：射撃
- マリーナ・ド・マルセイユ（マルセイユ、12,262人収容）：セーリング
- テアフポオ（別名：チョープー、タヒチ島（ フランス領ポリネシア）、1,500人収容）：サーフィン

サッカー会場
- パルク・デ・プランス（パリ、47,926人収容）
- スタッド・ドゥ・ラ・ボージョワール（ナント、37,473人収容）
- ヌーヴォ・スタッド・ド・ボルドー（ボルドー、42,000人収容）
- パルク・オリンピック・リヨン（リヨン、59,186人収容）
- スタッド・ジェフロワ＝ギシャール（サン＝テティエンヌ、41,965人収容）
- スタッド・ヴェロドローム（マルセイユ、67,394人収容）
- スタッド・ド・ニース（ニース、36,178人収容）

## 放送事業者
ヨーロッパではディスカバリー・コミュニケーションズが2018年平昌オリンピックから本大会まで4大会分の欧州向け放映権を13億ユーロで獲得した。
以下は、2024年7月7日時点で確定した放送事業者である。
- アジア22か国・地域1 - 電通[74]
- 日本 - ジャパンコンソーシアム（日本放送協会、日本民間放送連盟加盟社（幹事：日本テレビ放送網、テレビ朝日、TBSテレビ、テレビ東京及びフジテレビジョン））[75]
  - サブライセンス：グリーンチャンネル3[76]
- 韓国 - コリアプール（韓国放送公社、韓国文化放送、SBSネットワーク）[77]
- 欧州連合2 - ディスカバリー・コミュニケーションズ、ユーロスポーツ[78]

^1 -  モンゴル国・ チャイニーズタイペイ・ 香港・ASEAN（ フィリピン・ ベトナム・ ラオス・ カンボジア・ タイ王国・ ミャンマー・ マレーシア・ シンガポール・ インドネシア・ ブルネイ）・ パプアニューギニア・ 東ティモール・ カザフスタン・ キルギス・ タジキスタン・ トルクメニスタン・ ウズベキスタン・ アフガニスタン及び イランの放送事業者に販売する権利。
^2 - フランスを除く。
^3 - 馬術競技のみ。テレビジョン放送だけが対象。
ロシアについては個人資格の中立選手としての出場となった事から、本大会の中継を行わないことを決定したと2024年7月に同国メディアが報じた。同国において、オリンピック中継が放映されないのはソビエト連邦時代に出場をボイコットしたのに伴い、中継を取りやめた、1984年ロサンゼルスオリンピック以来、40年ぶりとなる。
朝鮮民主主義人民共和国（北朝鮮）について、IOCは朝鮮半島全域における放映権を韓国のソウル放送（SBS）に与えているため、SBSが人道的配慮から北朝鮮へのオリンピック中継の提供を許可しない限り、同国での本大会の中継が不可能となる可能性があった。しかし、本大会の直前にIOCがSBSなどを介さない形での北朝鮮への本大会映像提供で同国と合意したため、2024年8月4日から時差放送の形で一部競技の中継を朝鮮中央テレビにて開始した。
報道陣向けのプレスセンターは、パレ・デ・コングレ・ド・パリに設けられる。

## スポンサー
ワールドワイド公式パートナーの内、パナソニックホールディングスとトヨタ自動車、ブリヂストンは本大会をもってパートナー契約を終了する予定。これにより、新たにパートナー契約を締結する日本企業が現れない場合は本大会を最後に日本勢は全て撤退することになる。
| - ABインベブ (Corona Cero)【ビール】 - Airbnb - アリババ・グループ | - アリアンツ - アトス - ブリヂストン | - コカ・コーラ - 蒙牛乳業【飲料】 - デロイト - インテル | - オメガ【公式計時】 - パナソニック【放送機器】 - P&G【日用品】 | - サムスン電子【スマートフォン】 - トヨタ自動車【自動車】 - ビザ【クレジットカード】 |

| - アコー - カルフール | - フランス電力 - Groupe BPCE | - LVMH - Orange | - サノフィ |

| - エールフランス‐KLM (エールフランス) - ArcelorMittal - CDC | - Cisco - CMA CGM - ダノン | - デカトロン - フランス宝くじ公社 - GL events | - Groupe ADP - Île-de-France Mobilités - Le Coq Sportif | - PwC International |

| - ABEO - Airweave - Air Liquide - Arena Group - Bouygues - Carlsberg Group (Tourtel Twist) - DXC Technology - Egis Group | - Enedis - ES Global - Fitness Park - Fnac Darty - Gerflor - Highfield Boats - Hype Taxi - La Poste | - Loxam - Lyreco - MTD - Myrtha Pools - Mondo - Nestlé (Garden Gourmet) - OnePlan - Optic 2000 | - Randstad - RATP Group - Re-uz - RGS Events - Rigby SCC - Saint-Gobain - セールスフォース - SLX | - SNCF - Sodexo - SEDIF - Technogym - Thermo Fisher Scientific - URW (Westfield) - Vinci SA - Viparis |

## 選手村
選手村は、パリ北部に位置するセーヌ＝サン＝ドニ県に設けられる。選手村の面積は約52ha、オリンピック開催中には1万4,250人の選手とスタッフが利用する予定となっている。大会終了後に行われる同年9月のパラリンピック閉幕を待って、82棟の建物からなる選手村は、6000人が働くオフィススペースと、さらに2800戸に約6000人が暮らす住宅からなる新しいエコ街区となる予定。
選手村の建物は、従来大会と比べて温室効果ガスの排出量を半分に抑えることを目標に掲げていることなどから、各部屋にエアコンを配置しないこととした。代替措置として建築物への断熱材の利用や地下のパイプに水を通すことで、室温を外気より6-10度下げる設計となっているが、大会期間中のパリの気温は40度前後になることも予想されているため、フランスのほか、アメリカ合衆国やオーストラリア、イタリア、カナダ、ドイツ、デンマーク、ギリシア、日本などは、独自に各室にエアコンを設置することとした。このことで温室効果ガスの排出量が増え、国の貧富によって選手の宿泊環境に格差が生じると問題視する声も上がった。

## 懸念と論争
オリンピックの開催にあたって以下の諸点を中心に、数多くの懸念や論争、問題点が噴出した。
- 環境問題と安全保障[98][99]
- 人権問題[100]
- テロリズム[101]
- 2023年イスラエル・パレスチナ戦争中にも関わらずイスラエルの参加を認めることについての是非を巡る論争[102][103][104]
- ロシアのウクライナ侵攻が継続している状態にも関わらずロシアとベラルーシの選手が中立な個人資格の選手として参加することについての是非を巡る論争[105][106]

### フランス高速列車放火事件
開会式の日、フランス高速鉄道網が複数の組織的な妨害行為に遭い、列車の運行に大きな支障が生じた。

### オランダのビーチバレー代表選手の選出を巡っての論争
オランダオリンピック委員会(NOC*NSF)は、ビーチバレーの代表選手にスティーブン・ファン・デ・ベルデを選出した。ファン・デ・ベルデは2016年に12歳の児童を強姦した罪で3件の罪を認めており、児童と2人きりになる時間を作り強姦するためイギリスへ渡航した。イギリスの判事は、ファン・デ・ベルデのオリンピック出場を認めるべきではないと述べている。これに対してNOC*NSFはファン・デ・ベルデはオリンピックへ出場する資格の全ての基準を満たしていると主張している。
ファン・デ・ベルデを選出するという判断について問われたオランダバレーボール連盟(NeVoBo）の会長ミシェル・エヴェラートは、ファン・デ・ベルデが当時、イギリスの法律に基づいて有罪判決を受けた上で刑期を終えており、現在はビーチバレー選手として完全に復帰し、模範的なプロ選手であると述べている。2016年3月21日に懲役4年の判決を受けたファン・デ・ベルデは、犯罪者引渡し条約によりオランダに移送され、オランダの法律に基づいて再判決を受けている。2017年、刑期のわずか4分の1である12ヶ月の服役を終え、釈放された際の彼の発言は、イギリスの児童保護慈善団体NSPCCから、反省の念が見られず、自己憐憫に満ちていると批判されていた。
2024年6月、NeVoBoはファン・デ・ベルデが受けた有罪判決について暗黒時代だったと表現し、オリンピック出場前にこの件が蒸し返されたことにファン・デ・ベルデは明らかに不満を抱いていると述べた。またNeVoBoは、有罪判決を受けた犯罪者がスポーツに参加するために、専門家による保護観察やコーチングといった指導プロセスがあり、指導を受けているファン・デ・ベルデはオリンピック参加の条件とガイドラインをすべて満たしていると述べた。また、この問題についてIOCはコメントを拒否している。NOC*NSFがファン・デ・ベルデを選出するという決断には多くの批判が寄せられており、アメリカ合衆国セーフスポーツセンターのCEOであるジュリース・コロンは、ファン・デ・ベルデのオリンピック参加は、オリンピックには未成年者のアスリートも数多く参加するにも関わらず、未成年者の性被害よりも、メダルと賞金がより重要だという危険なメッセージとなっており、権利ではなく特権であると非難している。性的虐待の被害者を支援する非営利団体は、オランダのスポーツメディアがこの問題について注目していないと主張している。
イギリスオリンピック委員会はファン・デ・ベルデの選出が承認された際には深刻な懸念を表明し、NOC*NSFは国際的にも批判を浴びることとなった。NeVoBoはウェブサイトで声明を発表し、イギリスのメディアが過去を蒸し返していると主張した。
Change.orgにて有罪判決を受けた選手を今回のオリンピックで失格にするよう署名活動が行われ、7月4日時点で2万件以上の署名が集まっている。
2024年7月28日、ファン・デ・ベルデがオリンピックでイタリアを相手に試合を行うと、拍手や歓声の他にブーイングも上がった。

### アナウンスミス・運営面の不手際
以下のような運営に関する不手際があった。
- 7月27日のフェンシング男子個人サーブル決勝で、金メダルを獲得した韓国のオ・サンウク（Oh sanguk）を、五輪公式Instagramにおいてオ・サング（Oh sangku）と誤記して投稿した[123]。
- 7月28日のバスケットボール男子グループC、南スーダン対プエルトリコ戦の試合前において、南スーダンの国歌演奏の場面で、誤って隣国であるスーダンの国歌を流した[124]。
- 同日のサッカー女子1次リーグ、日本対ブラジル戦では日本ではなくスペインの国旗が場内の大型ビジョンに示された[125]。
- 同日の競泳女子100メートル平泳ぎでリトアニア選手が紹介された際、ロシアまたはベラルーシ勢を表す中立個人参加選手団（英語版）（AIN）の旗が画面に表示され[125]、同様にアルゼンチン選手が紹介された際、中華人民共和国の国旗である「五星紅旗」が表示されるミスが発生した[126]。
- 8月7日の女子ケイリン敗者復活戦で、残り1周で本来鳴らされるはずの打鐘が行われず、ゴール後に鐘が鳴らされて1周多く周回した後にゴールを示すピストルが鳴らされるという、結果的に運営側が周回数を誤認する失態が発生した[127]。

### 誹謗中傷
プレーや判定などを巡っての出場選手や審判に対するSNS上での誹謗中傷や謝罪を求める署名運動も発生している。選手への誹謗中傷について、一部のオリンピック委員会は非難声明や法的措置も検討しており、実際に逮捕者も発生している。
本大会終了後の8月18日、IOCの選手委員会は大会期間中にオンライン上にて発生した選手や関係者に対する誹謗中傷が8,500件以上に上ったことを明らかにした上で「あらゆる形の攻撃や嫌がらせを最も強い言葉で非難する」との声明を発表した。

### 開会式への批判
開会式のパフォーマンスは芸術監督のトマ・ジョリーが演出を担当し、音楽パフォーマンスや包括性のテーマなどを称賛する声も多かったが、一部の演出は物議を醸した。
演出面
- フランス革命でギロチンにより処刑されたマリー・アントワネットを彷彿とさせた女性を、監獄コンシェルジュリの窓から自分の首を持って登場させ、流血を思わせる赤い紙テープが舞う中、革命時代の流行歌であるサ・イラがヘビーメタル調で鳴り響く演出は、「グロテスクな風刺」「国王夫妻の殺害を礼賛した」などの批判があった[143][144]。
- レオナルド・ダ・ヴィンチの名画『最後の晩餐』を連想させるパフォーマンスでは、ドラァグクイーンやトランスジェンダーのモデルなどを起用した事や、裸体を青く塗った歌手がギリシャ神話の豊穣と酒の神「ディオニソス」に扮してパフォーマンスを行った事について、カトリック教徒、キリスト教団体、保守派政治家などから批判された。ローマ教皇庁は「開会式におけるシーンに心を痛め、多くのキリスト教徒や他の宗教の信者に不快感を与えたことを嘆く声に賛同する」「全世界が一堂に会する名誉あるイベントで、多くの人々の宗教的信念を嘲笑するような表現があってはならない」と演出に不快感を示す声明を発表した[145]。批判を受けて、組織委員会の広報担当者は記者会見で「いかなる宗教団体に対しても敬意を欠く意図は決してなかった」「不快になった方がいたとしたら申し訳なく思う」と話した。そのうえで式典の演出について「寛容な共同体を称えようとした。世論調査でも示されているように、その目的は達成されたと思う」と述べた。演出を担当したジョリはパフォーマンスについて「最後の晩餐」に着想を得たものではないと否定した[146][147][148]。ジョリに対してSNS上で殺害予告が行われるなど脅迫が行われ、検察はヘイトクライムの疑いで捜査を開始した[142][149]。

運営面
- 韓国（仏語：République de Corée）選手団の入場の際に、北朝鮮の正式名称である「朝鮮民主主義人民共和国（仏語：République populaire démocratique de Corée）」とフランス語および英語で誤ってアナウンスした。北朝鮮選手団の入場の際は正しくアナウンスされたため、二度アナウンスされたこととなった。韓国政府や大韓体育会はこの事態に対しパリ五輪組織委員会に対して遺憾の意を伝え、再発防止を要請した。国際オリンピック委員会はXの韓国語アカウントで「発生したミスについて深くおわび申し上げます」と投稿し謝罪した[150][151]。また、トーマス・バッハIOC会長などの首脳陣が尹錫悦韓国大統領に対し、「弁解の余地がない事が発生し、深くお詫び申し上げる」と電話で謝罪した。これに対し尹大統領は再発防止を求めている[152]。
- 選手入場後にトロカデロ広場で行われた式典で、五輪旗が上下逆さに掲げられ、本来は五つの輪のうち青、黒、赤の三色の輪が上になっていなければならないところ、下になった状態だった[153][154]。

### 女子ボクシングを巡る論争
国際ボクシング協会（IBA）が主催する2023年の女子ボクシング世界選手権で、性別検査に失格となったイマネ・ケリフ（アルジェリア）と林郁婷（台湾）が、オリンピックに出場したことが物議を醸し賛否両論の声が上がった。両選手が性分化疾患やアンドロゲン受容体異常症である、XY染色体を持っている、またはテストステロン値が高いという医学的証拠は公表されていない。2020年東京オリンピックでは議論が起きることなく試合を行い、どちらもメダルを獲得しなかった。
IBA世界選手権の失格
2023年の世界選手権で、IBAはケリフと林の2名のみに性別検査を行い、「女性競技者としての資格基準を満たしていない」と発表した。ケリフは無敗のロシア選手アザリア・アミネワを準決勝で破った後に失格となり、ロシア選手の無敗記録が復活した。IBAのウマル・クレムレフ会長は、両選手は「XY染色体を持ち、女性のふりをして同僚を欺こうとした」とロシアの国営メディア「タス通信」に語り、性分化疾患（DSDs）の可能性が示唆されたが、IBAは具体的な検査内容や結果を公開していない。林は台湾に帰国後、医学検査を受け、アジア大会やパリ五輪の出場資格があることが確認された。ケリフはスポーツ仲裁裁判所に異議を申し立てたが、手続き費用を負担できずに終了した。2024年7月31日、IBAはテストステロンの検査ではなく、別の検査を行ったと声明を出した。翌日、IOCは、「幹部数人で決められた突然で恣意的な決定の犠牲者」「資格規則は競技の進行中に変更されるべきではなく、いかなる規則変更も、適切な手続きを経て、科学的根拠に基づいて行われなければならない」と非難した。
IOCとIBA（ロシア）の対立
今大会での論争の背景には、IOCとロシア主導のIBAとの対立がある。IBAは長年にわたり、ガバナンスや財務面の透明性、審判の不正疑惑などの問題に直面してきた。2020年にロシア出身のクレムレフがIBAの会長に選出された後、同組織はロシアの利益に奉仕しているとの批判を受け、2022年の選挙でクレムレフが対立候補なしで再選されたことに対する不正行為の懸念も高まった。IBAのスポンサーは、ロシアの国営エネルギー会社（ガスプロム）であり、同社はロシアのウクライナ侵攻を支援している。IOCは2019年にIBAの資格を停止し、2020年のオリンピックではボクシング競技をIOC内部のタスクフォースが管理した。2023年6月、IOC理事会は、2019年の資格停止以降、IBAの改革が十分に進んでいないとして、IBAから競技統括団体としての認可を剥奪することを決議した。ロシアは、ウクライナ侵攻や国家ぐるみのドーピング問題により、IOCなどから制裁を受け、主要国際大会から除外されてきた。プーチン大統領は、ドーピング問題を暴露された報復としてIOCのバッハ会長と長年戦っており、IBAのクレムレフ会長はプーチンの盟友である。バッハ会長は、ロシア（IBA）がフランス、大会、IOCに対する誹謗中傷キャンペーンを、大会のずっと前から行っていると述べた。
ケリフとカリニの試合

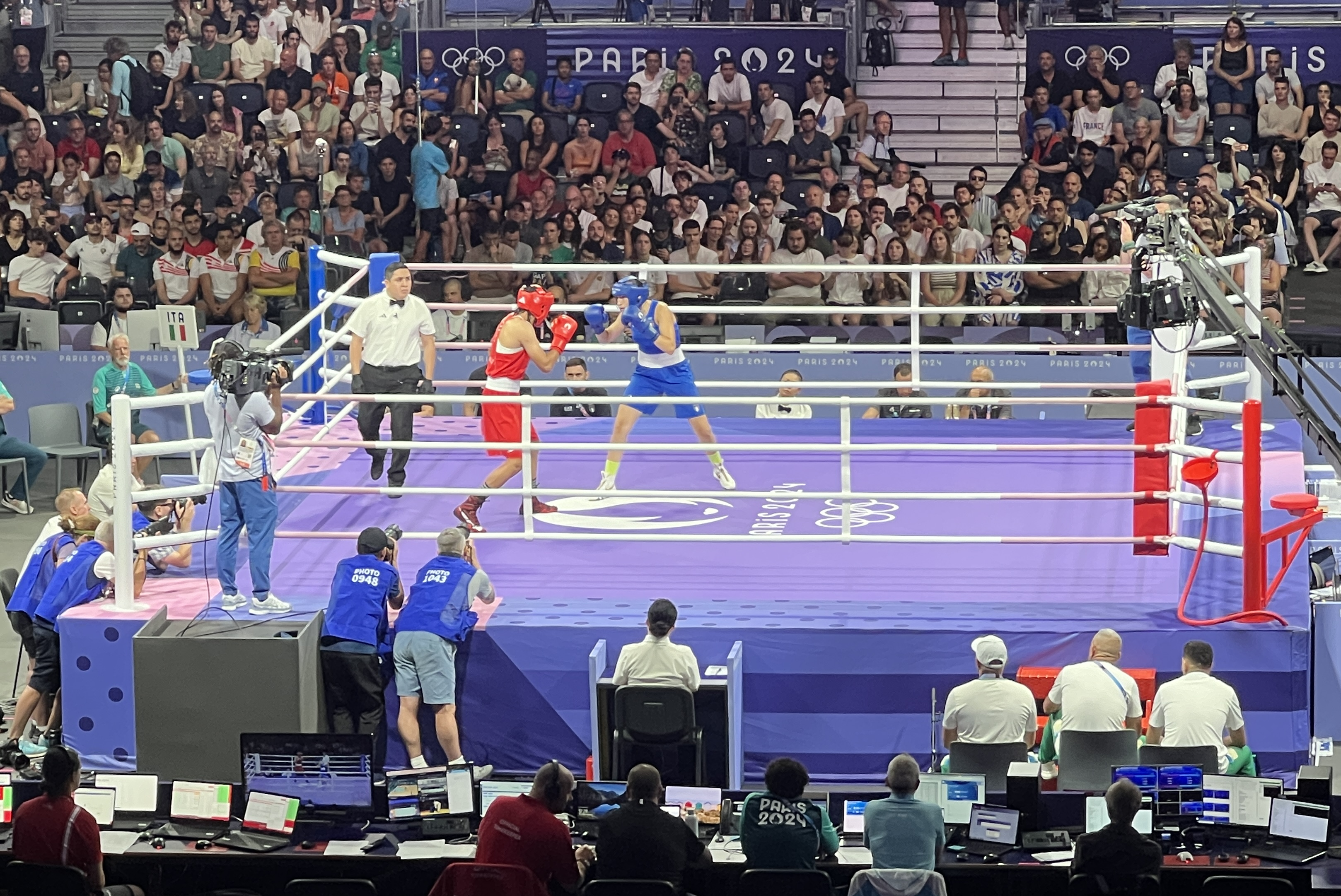
2024年夏季オリンピック女子66キロ級2回戦でのケリフ（赤）とカリニ（青）

2024年8月1日に行われたボクシング女子66キロ級2回戦で、ケリフがイタリアのアンジェラ・カリニを破ったことで論争が起きた。カリニは試合開始46秒で棄権し、ケリフは彼女が元男性のトランスジェンダーであると誤って主張する人々から、オンライン上で激しい反発を受けた。作家のJ・K・ローリングを始めとする、トランスジェンダー問題について強い意見で知られる著名人は、SNS上でケリフとIOCを批判した。アルジェリアではLGBTの権利は存在せず、法的な性別変更は出来ない。イタリアの首相ジョルジャ・メローニは「男性の遺伝的特徴を持つ選手は女子競技に参加すべきではない」と発言し、対戦が対等ではないと主張した。また、イタリアのアンドレア・アボーディスポーツ大臣は、国際的なホルモン値の基準が統一されていないことに懸念を示した。一方、アルジェリアオリンピック委員会（COA）は、ケリフに対する攻撃を「根拠のないプロパガンダによる中傷」と非難した。また、COAはケリフを保護するための措置を講じ、彼女の競技に参加する権利を再確認したことを強調した。試合の翌日、棄権したカリニは、自分の決断を後悔しており、ケリフに謝罪したいと述べた。同日、IBAはカリニに対し、今大会の金メダリストと同額の5万ドルの賞金を授与することを決定した。3日、IOCのトーマス・バッハ会長は、「彼女たちが女性であることに疑いの余地はない」「ヘイトスピーチは受け入れられない」と述べ、この論争を「政治的な動機による文化戦争」と位置付けた。台湾体育署は、IBAが「虚偽の情報を広めている」として正式に抗議し、台湾のオリンピック委員会（CTOC）は弁護士を通じて警告書を送付し、必要に応じて法的措置を取る意向を示した。この問題に関連して、IOC幹部への殺害脅迫や誹謗中傷がSNS上であり、パリ検察が捜査を開始した。
スポーツにおける性別確認の公平性
IOCは2021年に選手を選考する際に沿うべき原則を作成し、「公平で、包摂的、そして性自認や性の多様性に基づく差別のないIOCの枠組み」を発表した。IOCの枠組みは、性の多様性を尊重しつつ、競技の公平性を保つことを目指しているが、具体的な出場資格の基準は各競技団体に委ねられている。パリ五輪では、「12歳になる前に性転換を完了した選手に限る」という指針が示され、特定の競技において性転換の年齢やホルモン値の基準に厳しい制約が課された。一方でボクシングは、統括団体のIBAが承認を取り消されているため、東京五輪から基準が更新されておらず、参加資格はパスポートに基づいて判断されていた。競技によっては、テストステロンの数値で出場を制限しているが、IOCは「男性より値が高い女性も多くいる。テストステロン検査が万能というのは真実でない」と指摘している。IOCのアダムス報道官は、「包括的で差別のない性別検査を行うのは不可能で非常に難しい。当面は、パスポートという現在あるもので進めなければならない」と述べている、また、性別検査や競技の公平性、安全性に関する懸念について理解しており、現時点で科学界にも明確な解決策が存在しないことを認めている。
波紋
この問題は2024年8月7日に行われた国連の安全保障理事会にも波及し、ロシアの国連次席大使が「IBAのホルモン検査で失格した男性選手によって女子選手が公然と暴力を受けている。全く忌まわしいことだ」と述べたのに対し、アルジェリアの上級外交官は「ケリフは勇敢なボクサーで、女性として生まれ、女性として過ごしてきた」と指摘した上で「漠然とした政治的意図を持つ人たちは別にして、その点に一片の疑問もない」と強く反論した。
2024年8月9日、ケリフはネット上の嫌がらせや侮辱などの容疑でJ・K・ローリングや実業家のイーロン・マスクに対する告訴状をパリ検察庁に提出。同庁は13日に受理し、捜査を開始したことを明らかにした。

### 選手村の問題

#### 選手村のエアコン
大会開催に先立ち、CO2排出量削減のために選手村にはエアコンを設置しないことが発表された。主催者は、床下水冷システムと「パッシブ建築設計」を組み合わせることで、宿泊施設を外気温よりも6℃低く保つことができるとしたが、効果がないとしていくつかのオリンピック委員会（NOC）から反発を受けた。フランス人選手が導入したのをはじめ、アメリカ、ドイツ、イタリア、イギリス、カナダ、オーストラリアなどのNOCは、猛暑に耐えられるように選手村で使用するエアコンを自国の選手に提供すると発表した。当初は、主催国の環境メッセージを損なうものとして受け止められたが、2024年7月初め、組織委員会は追加料金を支払ったNOCにエアコンのレンタル提供を開始した。大会期間中に気温が上昇するにつれ、エアコンを導入できるNOCは選手に快適な環境を提供できたが、そうでないNOCの選手は、組織委員会が全室に部屋にエアコンを設置しなかったために、暑すぎる部屋で過ごさなければならず、組織委員会は「2つのレベルの大会を作った」と非難された。

#### 食事の質
開催による環境への影響を軽減し気候フットプリントを削減するため、地元の食材や植物由来の食品に焦点を当て、環境に配慮したメニューを目指した。2024年大会では、2012年のロンドン大会や2016のリオ大会の2倍の植物性食品を提供した。メニューの3割を植物由来のものとするために、選手たちには肉類に代わりビーガンチキンナゲットやビーガンホットドッグが提供された。大会当初、オリンピック村の選手達は、卵や火を通した肉などの特定の食品が不足していることに不満を訴えた。 肉が生で提供されたことも報告されている。他にも、魚に虫が混入していたという声も挙げられており、「控えめに言っても食事のレベルは最悪だ」や「環境への配慮は選手にとって罰みたいなもの。なぜ強制されるのか」とも言われている。その結果、多くのアスリートがオリンピック村の食堂施設を避け、他の場所で食事をするようになり、一部の国は代表団のためにシェフや食料品を空輸した。イギリスのオリンピックチームは、オリンピック村外でイギリスのアスリートの食事を準備するためにシェフを呼んだ。このため、組織委員会は卵や肉の供給を増やす対応を取った。選手らから食事に対する不満が噴出している件について、IOC委員の田中ウルヴェ京は、「ご飯を楽しむために行っているわけではない」等と発言して笑いを取り、「実際、IOC自体が国連と一緒にSDGsでやっていかなければ、そもそも東京オリンピックができなくなるよという本当に大きな課題があるので、そのことで環境問題に配した食堂だったりいろいろな施設が今回あることは、事実ではあります」とした。

#### 盗難問題
選手村で複数の選手が盗難被害に遭った。7月27日にオーストラリアホッケー代表チームのコーチがキャッシュカード盗難と不正使用被害に遭い、28日に日本代表のラグビー選手が選手村の部屋で結婚指輪、ネックレス、現金を盗まれた。選手村以外でも、アルゼンチンのサッカーチームの練習拠点に強盗が入った。これらの盗難事件は警察に報告された。

#### COVID-19の感染拡大
過去2回の東京、北京の各五輪においてはCOVID-19の感染拡大期に実施されたことから、無観客開催や厳格な予防措置が執られて競技が実施されたが、パリ五輪においては厳格なプロトコルや制限は実施されていない。大会組織委員会側は、陽性反応が出た場合は全員マスクを着用する方針を示していた。しかし、体調不良からCOVID-19の陽性反応を示した選手が日を追う事に増加し、8月6日の段階で世界保健機関（WHO）はCOVID-19の陽性反応となった選手が40人以上に到達した事を発表した。水球女子では開会式数日前にオーストラリアの選手数人が陽性反応を示し、隔離を余儀なくされたほか、競泳男子イギリス代表のアダム・ピーティが7月28日の100メートル平泳ぎ（銀メダル）に出場後に体調不良を訴えて、陽性が判明。さらに他の選手も陽性となり、棄権に追い込まれる選手も散見されている。なでしこジャパンは、 1次リーグ第2戦ブラジル戦に向けて選手村に入った後に複数の選手から発熱症状が確認された。その後、8月3日、パリで行われる米国との準々決勝に向けて、選手村には入らないことを発表した。8月9日には陸上男子アメリカ代表のノア・ライルズが試合後、自身が新型コロナウイルスに感染していたことを明かした。

### セーヌ川の水質問題
トライアスロンのスイムやオープンウォータースイミングの会場となっているセーヌ川は、パリ市内の汚水と雨水が同じ配管を通って流れ込む旧式である「合流式」の下水道処理が多く残っており、大雨などで増水すれば未処理の汚水が下水処理場にたどり着く前にそのまま流れ込むことや、上流の河岸からの農薬流出や観光船の増加が水質悪化を助長し、高レベルの大腸菌が検出されるなどセーヌ川の環境汚染が進み、さらにパリのセーヌ河岸は世界遺産に指定されていることから、改修工事も容易ではない事から、1923年以降直近まではセーヌ川での遊泳が禁止されていた。
そこで五輪開催を前にフランス政府などは、貯水池の設置など総額約14億ユーロ（約2400億円）を投じて大規模な水質改善工事を実施し、開催前の7月17日にはパリ市長のアンヌ・イダルゴが自らセーヌ川で遊泳し水質改善をアピールしたものの、前年のテスト大会が水質悪化を理由に中止となっていたことなどから、依然として選手やメディアから水質問題が懸念されていた。なお、エマニュエル・マクロン大統領も、2月の時点で水質改善アピールするためにセーヌ川で泳ぐことを明言していたが、この公約は五輪開幕の段階までに実施していなかった。
五輪開幕後の7月26・27両日の大雨の影響で生活排水がセーヌ川に流れ込み水質が悪化したため、同月28・29日のトライアスロンのスイムの公式練習が中止になり、同月30日に行われる予定だった男子の競技が延期された。その後水質改善が確認されて同月31日にスイムが実施されたが、選手がゴール後に嘔吐したという報道が出たり、選手の間から水流が強かったなどセーヌ川の競技環境に対する不満が上がった。その後、8月3日のトライアスロン混合リレーのスイムの公式練習が、またも降雨の影響による水質悪化で中止となった。8月4日、ベルギーチームは、トライアスロン選手の1人が体調を崩したため混合リレートライアスロンを欠場した。当初、この選手の体調不良の原因は大腸菌によるものと考えられていたが、後の血液検査によりウイルスが原因であることが分かった。他の選手たちの間でも胃の病気が発生しているが、いずれも水質が原因であるとは確認されていない。競技の日に行われた水質検査では、セーヌ川のバクテリアレベルは「非常に良好」であり、制限値内に収まっていたと報告された。一方でフランスのメディア「MEDIAPART」によれば、五輪開幕以来、セーヌ川からサンプルを取って調査したところ「水質が（競技実施に）十分だったのは10日間のうち2日だけだった」と報じている。その後、8月8日に行われた女子10キロオープンウォータースイミングに出場したドイツの選手3名も嘔吐や下痢などの体調不良を訴えているほか、スウェーデンのビクター・ヨハンソンは医療スタッフによりセーヌ川の水質を懸念したうえで欠場勧告を受けたため、決勝を棄権するなど、水質問題の直接的な因果関係は不明ではあるが、各方面で議論や影響を来した。

### フランスの選手が優遇される問題、判定を巡っての論
ギリシャの日刊紙『Ethnos』が、柔道、フェンシング、BMXでフランスの選手が優遇されているかのような判定がでていると批判した。
バスケットボール日本代表がフランスと対戦した際の審判のジャッジについて、アメリカのスポーツ・イラストレーテッドでは、八村塁の例を出し、「審判がホームチームに有利な判定を下したのはこれが初めてではない」としており、間接的に批判している。またＳＮＳで「合理的な説明をお願いします」「審判はバスケットボールのルールを知らない」などの批判も集まっていると産経新聞でも言われている。
またバスケットボール男子準々決勝で、カナダ戦でも物議を醸すジャッジを行った事に対して、批判も殺到しているという国内のメディアもあり、カナダ誌でも「審判は疑わしいかもしれない」「（審判の）説明の多くが全く意味をなさなかったので、まだイライラしている。」とカナダ代表コーチが語っていると報道している。

### メダルの品質

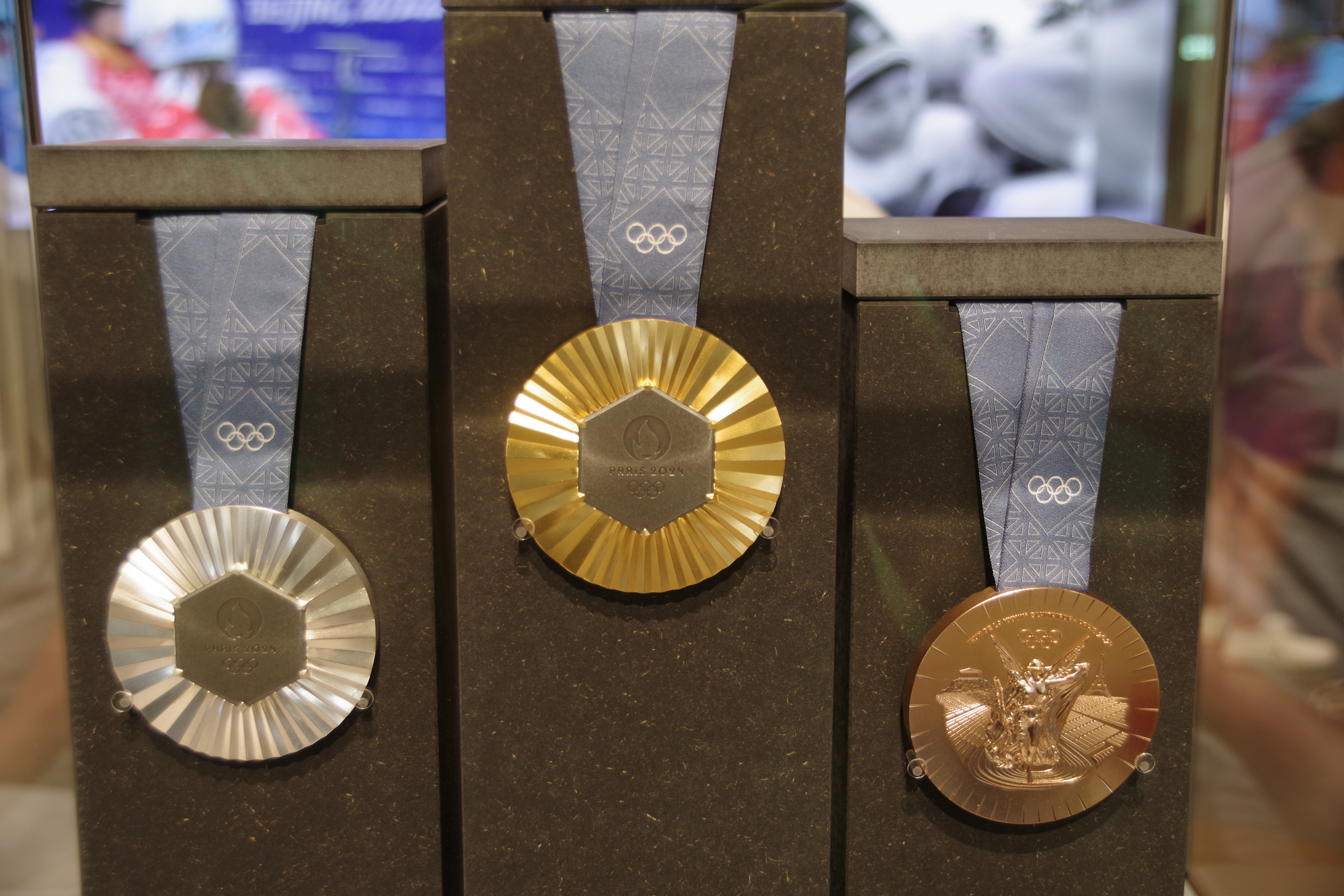
2024年パリオリンピックのオリンピックメダル。エッフェル塔の鉄片が表面にあしらわれ、フランスの国土を表す6角形となっている。

装飾品ブランドショーメがデザインし、パリ造幣局が製造した。エッフェル塔を改修する際に出た鉄骨からできた鉄片が表面にあしらわれ、勝利の女神ニケやフランスの国土を表す6角形などがデザインに取り入れられている。
スケートボード男子ストリートで銅メダルを獲得したナイジャ・ヒューストンは、獲得から約1週間後に自身のInstagramに裏面の塗装が劣化した銅メダルの写真を投稿した。ヒューストンは「戦争に行って戻ってきたみたいなメダル」「五輪のメダルは、もう少し品質を上げないと」などとコメントした。大会広報担当者はこの投稿を把握し、メダルを鑑定して交換する方針を示している。また、金メダルについてもバドミントン男子シングルスで東京、パリで連覇を達成したビクトル・アクセルセンから、その品質の違いを指摘する事例も見られた。
大会組織委員会は、劣化品の交換を約束しており、2025年1月時点で100個以上返却されている。以前使用していたニスの代替品に問題があったとする指摘があったことから、製造を担ったパリ造幣局の職員3人が解任された。

### タヒチでのサーフィン塔建設についてのトラブル
サーフィン競技はタヒチでの開催となり、現地に審判用の塔（ジャッジタワー）が建設された。地元住民やサーファーからは、サンゴ礁にダメージを与える恐れがあり、現在ある木製のタワーで十分だとして厳しい批判が寄せられた。また、塔を建設する際に使用した艀がサンゴ礁に引っ掛かり、サンゴ礁が損傷した為、建設が中断するという事態を引き起こしていた。五十嵐カノアやケリー・スレーターらプロサーファーも塔の建設に反対を表明しており、2023年11月時点では、地元住民などによる15万人以上の署名が集められ、嘆願書が提出された。

## その他
- 開催に伴い、ツール・ド・フランスの2024年大会では開催が前倒しになり、最終ステージがニースでの個人タイムトライアルになることが2022年12月1日に発表されている[287]。
- 2022年ロシアのウクライナ侵攻を受けて、マクロン大統領は「ロシア国旗を掲揚することはあり得ない」と述べ、ウクライナ侵攻を続けるロシアの国としての出場は認めない考えを示している[288]。
- 2022年北京オリンピックのフィギュアスケート団体に出場していたロシアオリンピック委員会のカミラ・ワリエワがドーピング違反で失格処分となったことに対する、ロシア側からの異議申し立てについて、スポーツ仲裁裁判所は2024年7月25日付で同国からの訴えを棄却したため、アメリカが1位、日本が2位に順位が繰り上がることになった。これを受けて、IOCはアメリカと日本の選手を本大会の会場に招待し、同年8月7日にメダル授与式を行うことを発表[289][290][291]。後に、授与式は現地時間7日午後5時（日本時間8日午前0時）から、トロカデロ庭園に設置されたチャンピオンズ・パークで開催が決定。日本の参加者は、男子シングルの鍵山優真、女子シングルの坂本花織、樋口新葉、ペアの三浦璃来、木原龍一、アイスダンスの小松原美里、小松原尊が参加。宇野昌磨はスイスでのアイスショーの予定があるため、欠席する事となった[292]。

## フランスの報道
フランスのメディアFranceinfoは2024年パリオリンピックについて各国の報道陣に取材し、「パリを際立たせているね」、「信じられない雰囲気だ。本当に信じられない」、「観客席でのアルコールと空調が欠けている」等の回答を掲載し、「世界中のジャーナリストはパリ五輪を“史上最高”と評価している」と結論付けた。
フランスのマクロン大統領は8月12日、パリオリンピックについて世界に「フランスの真の顔」を示したと述べた。